# Могућност порицања
Могућност порицања (енгл. Plausible deniability) је могућност високо рангираних функционера државе да негирају одговорност за поступке организација или институција државе на основу пуких формалних разлога. Пример су аутократски режими када се они позивају на одлуке суда (у слчајевима када је пресуда политички мотивисана), други пример су правојне формације где тајна служба одређене државе пружа логистику тој формацијији али не води је и сваком тренутку може да порекне повезаност или одговорност за поступке исте (Арканови тигрови, Група Вагнер). Још један пример су сами политичари где они свесно окрећу главу на другу страну (да касније не би могли бити позвани на одговорност) иако се здраворазумски може закључити да поступање институције није по закон и сл.
Мада могућност порицања постоји кроз историју сам термин plausible deniability је смислила ЦИА 1960-их година да опише непреношење информација високим званичницима да би их заштитила од могућих репрекусија илегалних или непопоуларних радњи које агенција предузима.